# Lyn Harding
David Llewellyn Harding, connu sous le nom de scène Lyn Harding (né le 12 octobre 1867 à St Brides Wentloog, au Monmouthshire, et mort le 26 décembre 1952 à Londres) est un acteur gallois qui a joué pendant quarante ans au théâtre avant de devenir acteur de films britanniques muets.

## Liminaire
Sa présence imposante et menaçante scène lui a valu d'obtenir le rôle du « méchant » dans de nombreux films, notamment celui du professeur Moriarty dans la théâtralisation des Sherlock Holmes.

## Filmographie partielle
- 1920 : The Barton Mystery de Harry T. Roberts
- 1922 : Sur les marches d'un trône (When Knighthood Was in Flower), de Robert G. Vignola
- 1924 : Yolanda de Robert G. Vignola
- 1931 : The Speckled Band
- 1932 : The Barton Mystery de Henry Edwards
- 1933 : Tessa, la nymphe au cœur fidèle
- 1935 : The Triumph of Sherlock Holmes
- 1935 : Tu m'appartiens
- 1936 : Cerveaux de rechange
- 1936 : Spy of Napoleon de Maurice Elvey
- 1937 : Les Perles de la couronne
- 1937 : L'Invincible Armada
- 1937 : Silver Blaze
- 1939 : Au revoir Mr. Chips